# Stromatopteris
Stromatopteris is een monotypisch geslacht van varens uit de familie Gleicheniaceae.
De enige soort in dit geslacht, Stromatopteris moniliformis, is afkomstig uit Nieuw-Caledonië.

## Naamgeving en etymologie
De botanische naam Stromatopteris is een samenstelling van Oudgrieks στρῶματα, stromata (dekens, lakens, bedekking) en πτερίς, pteris (varen), naar de bedekte sporenhoopjes.

## Kenmerken
Aangezien Stromatopteris een monotypisch geslacht is, wordt het volledig beschreven door zijn enige vertegenwoordiger, Stromatopteris moniliformis. Zie aldaar.
Geslachten: Dicranopteris · Diplopterygium · Gleichenella · Gleichenia · Microphyllopteris † · Sticherus · Stromatopteris